# Mario Benítez
Mario Eustaquio Benítez (Salto, 16 de marzo de 1945-Montevideo, 22 de octubre de 2023), apodado Chato, fue un boxeador uruguayo, representante de ese país en los Juegos Olímpicos de México 1968. Benítez es uno de los personajes que cita el cantautor uruguayo Jaime Roos en su canción Brindis por Pierrot.

## Biografía
Nació en Salto pero vivió en Montevideo desde niño. En 1959, comenzó a entrenar en boxeo en el Club Atlético Basáñez de esa ciudad. En 1968, representó a Uruguay en los Juegos Olímpicos de México de ese año. Fue derrotado por John Baldwin Lee, quien finalmente ganó la medalla de bronce en la categoría peso medio ligero (compartida con Gunther Meier). El campeón fue el ruso Boris Lagutin, en representación de la URSS.
Siempre como amateur, en los años posteriores integró el plantel de boxeo del Club Nacional de Football. Fue campeón en su categoría y representó Uruguay en los Juegos Panamericanos, los Juegos Suramericanos, varios torneos internacionales y copas rioplatenses. En Chile, enfrentó al argentino Víctor Galíndez (medalla de plata en los Juegos Panamericanos de 1967 en Winnipeg, Canadá) y al brasileño Miguel de Oliveira, dos boxeadores que a los pocos años se coronaron campeones mundiales del boxeo profesional en sus respectivas categorías. 
Trabajó en una mutualista de Montevideo y fue profesor de boxeo en el Club Banco República de dicha ciudad.
Falleció el 22 de octubre de 2023 en Montevideo, a los 78 años. Sus restos descansan en el Cementerio del Buceo de esa ciudad.

## En la cultura popular
Pero su mayor fama tal vez la deba a ser uno de los muchos personajes que el músico uruguayo Jaime Roos cita en su canción Brindis por Pierrot, compuesta a finales de 1984, cuya versión más popular es cantada por Washington "Canario" Luna. Son dos las estrofas de la canción que lo citan:

Te estoy viendo a vos Benítez en las páginas del ring.

Volverás Mario Benítez con tu Línea Maginot

Esta última estrofa hace referencia a la adquisición por parte de Benítez de la murga La línea Maginot de la cual fue propietario. Esto sucedió en los años 70´s mientras trabajaba en la promoción de algunas murgas para venderlas en los tablados. Su última participación en el concurso oficial de carnaval había sido en el año 1982 y luego de 35 años, para el carnaval 2017, volvió de la mano de Marco González a concursar en la categoría de murgas.